# فرگشت زمانی
فرگشت زمانی (به انگلیسی: Time evolution) تغییر در حالت بر اثر گذر زمان است. در این فرمول‌بندی لازم نیست که زمان پارامتر پیوسته‌ای باشد، بلکه می‌تواند گسسته یا حتی متناهی باشد. در فیزیک کلاسیک، اصول مکانیک کلاسیک بر فرگشت زمانی مجموعه‌ای از اجسام صلب حکمفرما است. این اصول در بنیادی‌ترین شکل خود رابطه بین نیروهای وارد بر اجسام و شتاب آن‌ها را توسط قوانین حرکت نیوتن بیان می‌کنند. معادل انتزاعی‌تر این اصول را می‌توان با استفاده از مکانیک هامیلتونی یا مکانیک لاگرانژی بیان کرد.
مفهوم فرگشت زمانی را در مورد سایر سیستم‌های حالت‌دار نیز به کاربرد. مثلا عملیات یک ماشین تورینگ را می‌توان به عنوان فرگشت زمانی حالت کنترل ماشین و حالت نوار فیلم دانست. در این مثال زمان گسسته است.